# الذرة الرفيعة الحمراء (رواية)
الذرة الرفيعة الحمراء رواية للكاتب الصيني مو يان وهي الفائزة بجائزة نوبل للآداب 2012.

يسرد فيها الكتاب لمحات من تاريخ الصين عن الريف الصيني في ظل الاستعمار الأجنبي في الغزو الياباني على الصين من عام 1937 م إلى عام 1945 م. قال عنها خيري دومة مساعد مدير المركز القومي للترجمة:
«هى رواية الصين بامتياز، طفلٌ صينى كبير، يستعيد بوعى وحنين، نُتَفًا من "تاريخ عائلته" في قرية دونغ بى بمدينة قاو مى، وهى نفسها قرية المؤلف. يستعيد الطفل حكايات عن الأب والأم والجد والجدة وزوجة الجد. وما أحاط بعالمهم من أساطير، خلال مقاومة الغزو اليابانى للصين في ثلاثينيات القرن العشرين. ومن هذه النتف والحكايات، تتألف لدى القارئ في النهاية لوحةٌ ملحميةٌ واسعةٌ للصين والصينيين، بتقاليدهم وعاداتهم الغرائبية، وفى خلفية كل ذلك تتبدَّى طبيعةٌ خاصةٌ، بنباتها وحيوانها وإنسانها.»

## الحبكة
في شمال شرق منطقة غاومي، وهي مقاطعة ريفية تقع في إقليم شاندونغ الصيني، يُهيمن نبات السورغم على حياة الفلاحين والحرفيين المحليين. رائحة النبيذ الكثيفة والحلوة، المستخرجة من هذا النبات خلال فترة نضجه، والتي تشبه في لونها الدم، تنتشر في أرجاء البيوت وتنساب في نهر موشوي.
وسط هذه المجتمعات الزراعية تجري أحداث قصة يو تشان وعائلته غير التقليدية، كما ترويها حفيدته، بناءً على شهادات وذكريات القلة الذين نجوا من سلسلة من الوقائع القاتمة والعنيفة. تتكشف القصة من خلال عدد من الاستعادات الزمنية (الفلاش باك)، حيث نتابع حياة طفل يتيم الأب أُجبرته الظروف على النضج المبكر، ولقاءه الحاسم مع داي فنغليانغ، المرأة الجميلة التي زُوّجت قسرًا من ابن مريض لأحد الأغنياء أصحاب معامل التقطير، وصراعهما العنيد واليائس ضد الغزو الياباني.
ومن خلال هذه الأحداث، يتحوّل يو تشاناو إلى شخصية بطولية، محارب جريء لا يتوانى عن مواجهة كل شيء وكل أحد، في سبيل النجاة والكرامة.تتضمن القصة لحظات متعددة يواجه فيها الأبطال أخطارًا مختلفة، من بينها سلطة محلية تتجسّد في شخصية قاو مِنغجيو، زعيم المقاطعة الماكر، إضافة إلى قسوة الغزاة الأجانب الذين جلبوا العنف والاضطهاد من بلاد بعيدة. كما تتخلل السرد صراعات بين القوات القومية والشيوعية، التي، رغم وقوفها ضد العدو المشترك، لا تتردد في الدخول في صراعات فيما بينها، ضمن تحالفات لا تقل خيانة ومكراً.
وسط هذا المشهد المليء بالتناقضات، تتقاطع قصص حب وموت عنيف، وطقوس سحرية وأرواح منتقمة، وعصابات من الكلاب الشرسة، بالإضافة إلى رجال سحقهم الفقر واليأس. وتمتد القصة إلى الزمن المعاصر، حين تراجع نبات السورغم أمام المحاصيل الهجينة، في علامة على عالم ملوّث، انقطعت فيه الصلة ليس فقط بالبؤس، بل كذلك بعظمة ماضٍ تحوّل إلى أسطورة، لم يبقَ منه سوى ذكريات في ذاكرة الشيوخ.

## البناء
تتألف الرواية من خمسة جزءا نُشرت لأول مرة بشكل متسلسل في عدة مجلات عام 1986. نُشر الجزء الأول في عدد أبريل 1986 من مجلة شيويه (أكتوبر)، والجزء الثاني في عدد يوليو 1986 من مجلة فن جيش التحرير الشعبي، والجزء الثالث في عدد أغسطس 1986 من مجلة بكين ونشوي، أما الجزء الرابع فصدر في عدد نوفمبر-ديسمبر من مجلة كونلون. قرأ المخرج تشانغ ييمو هذه الأجزاء المتسلسلة قبل صدور الرواية كاملة عام 1987، وعلى الفور اقترح على مو يان تحويل الرواية إلى فيلم. في العام التالي نُشرت الرواية وأُصدر الفيلم الصيني السورغم الأحمر عام 1987، والذي فاز بجائزة الدب الذهبي في مهرجان برلين السينمائي.

يتميز أسلوب مو يان في الرواية بالاختصار، مع سرد غير زمني مكتوب بصيغة المتكلم. تحتوي الرواية على عناصر من القصص الشعبية تختلط بالأسطورة والخرافة، مما يضعها ضمن تصنيف الواقعية السحرية، وصفَته الأكاديميةُ السويدية المانحة لجائزة نوبل قائلةً: 
«مزَج الخيالَ بالواقع من خلال المنظورات التاريخية والاجتماعية، لقد خلق «مو يان» عالمًا يُذكِّرنا بتلك التعقيدات في كتاباتِ وليم فوكنر وغابريل غارسيا ماركيز، وفي نفس الوقت استفاد من الأدب الصيني القديم والأدب الشفاهي.»
يُعتبر السورغم الأحمر  المحصول الرئيسي في بلدية غاومي الواقعة في شمال شرق مقاطعة شاندونغ، مسقط رأس الكاتب. يشكل هذا النبات إطارًا رمزيًا للسرد، حيث يرمز إلى الصمود والحيوية وسط عقود من الدماء والموت. ينمو السورغم بقوة ليمنح السكان الغذاء، المأوى، النبيذ، والحياة.

## روابط خارجية
- الذرة الرفيعة الحمراء على موقع الموسوعة البريطانية (الإنجليزية)